# كما تشاء الآلهة (فلم)
كما تشاء الآلهة هو فيلم رعب خارق للطبيعة ياباني من إخراج تاكاشي مايكه،مبني على مانفا تحمل نفس الاسم.تم إصدار الفيلم في الولايات المتحدة من قبل شركة فنميشن.